# IAST
IAST, International Alphabet of Sanskrit Transliteration — Міжнародний алфавіт транслітерації санскриту — система, яка є академічним стандартом для передачі санскриту засобами латинського алфавіту. IAST заснований на стандарті, встановленому Афінським Конгресом сходознавців в 1912 році. Фактично він є стандартом для друку публікацій, а також, із використанням можливостей Юнікоду, — для електронних текстів.
IAST дає змогу передавати фонетично точну транскрипцію для індійських письмових систем, як-от деванаґарі.
Крім того, загальноприйнятою практикою є запис мови палі за допомогою системи IAST, без використання якої-небудь індійської письмової системи.

## Комп’ютерне введення за допомогою альтернативної розкладки клавіатури
Найзручнішим методом введення латинізованого санскриту є встановлення альтернативної розкладки клавіатури. Це дозволяє утримувати клавішу-модифікатор для введення літер з діакритичними знаками. Наприклад, alt+a = ā. Спосіб налаштування залежить від операційної системи.
Середовища робочого столу Linux/Unix і BSD дозволяють налаштувати власні розкладки клавіатури та перемикати їх, натиснувши значок прапорця в рядку меню.
macOS One можна використовувати попередньо встановлену міжнародну клавіатуру США або встановити розкладку клавіатури Toshiya Unebe Easy Unicode.
Microsoft Windows також дозволяє змінювати розкладки клавіатури та налаштовувати додаткові користувацькі клавіатури для IAST. Цей інсталятор клавіатури Pali, створений Microsoft Keyboard Layout Creator (MSKLC), підтримує IAST (працює в Microsoft Windows принаймні до версії 10, можна використовувати кнопку Alt з правого боку клавіатури замість комбінації Ctrl+Alt).

## Умовні позначення IAST
Нижче приведена зведена таблиця алфавіту IAST (великі й малі літери) порівняно з деванаґарі і вказівками фонетики IPA (у квадратних дужках).

| अ [ɐ] a A | आ [a:] ā Ā | इ [i] i I | ई [i:] ī Ī | उ [u] u U | ऊ [u:] ū Ū | ऋ [ɹ̩] ṛ Ṛ | ॠ [ɹ̩:] ṝ Ṝ | ऌ [l̩] ḷ Ḷ | ॡ [l̩:] ḹ Ḹ | голосні |

| ए [e:] e E | ऐ [a:i] ai Ai | ओ [o:] o O | औ [a:u] au Au | дифтонги |

| अं [ⁿ] ṃ Ṃ | анусвара |
| अः [h] ḥ Ḥ | вісарга  |

| क [k] k K    | च [c] c C    | ट [ʈ] ṭ Ṭ    | त [t] t T    | प [p] p P    | глухі               |
| ख [kʰ] kh Kh | छ [cʰ] ch Ch | ठ [ʈʰ] ṭh Ṭh | थ [tʰ] th Th | फ [pʰ] ph Ph | придихові глухі     |
| ग [g] g G    | ज [ɟ] j J    | ड [ɖ] ḍ Ḍ    | द [d] d D    | ब [b] b B    | дзвінкі             |
| घ [gʰ] gh Gh | झ [ɟʰ] jh Jh | ढ [ɖʰ] ḍh Ḍh | ध [dʰ] dh Dh | भ [bʰ] bh Bh | придихові дзвінкі   |
| ङ [ŋ] ṅ Ṅ    | ञ [ɲ] ñ Ñ    | ण [ɳ] ṇ Ṇ    | न [n] n N    | म [m] m M    | назальні приголосні |
|              | य [j] y Y    | र [r] r R    | ल [l] l L    | व [v] v V    | напівголосні        |
|              | श [ɕ] ś Ś    | ष [ʂ] ṣ Ṣ    | स [s] s S    |              | шелесні             |
| ह [ɦ] h H    |              |              |              |              | дзвінкі фрикативні  |

Окрім IAST існує ще декілька схем для транслітерації санскриту та інших мов Південно-Східної Азії, однак вони менш гнучкі й зручні у використанні, у результаті чого менш популярні.